# Проба Ромберга
Проба Ромберга — неврологічний тест, за допомогою якого оцінюють статичну координацію людини, зокрема при підозрі на алкогольне сп'яніння. Проба Ромберга базується на принципах того, що індивід для збереження рівноваги свого тіла повинен використовувати як мінімум два з трьох наступних елементів: пропріорецептивну чутливість (здатність відчувати положення свого тіла в просторі); вестибулярну функцію (здатність відчувати позицію своєї голови в просторі) та зір (за допомогою якого коригуються дії при зміні положення тіла).

## Процедура проведення проби
Існує проба Ромберга:
- проста
- ускладнена
- складна[1]

Проста проба: пацієнт стоїть з повною опорою на дві ноги, заплющені очі та витягнуті вперед горизонтально руки, з розведеними пальцями рук.
Ускладнена проба: проводиться коли пацієнт стоїть стопа за стопою в одну лінію, руки вперед, пальці рук розставлені, очі закриті.
Складна проба: більш інформативна, при ній вимагається зняти взуття. Приймається вихідне положення стоячи на одній нозі, друга нога зігнута в коліні вперед і доторкається підошвою стопи до колінного суглобу (чашечки) опорної ноги, руки вперед, пальці рук розставлені, очі закриті.

### Результати
При оцінці проби Ромберга звертається увага на ступінь стійкості (чи стоїть людина нерухомо, гойдається), тремтіння повік і пальців (тремор), і головне, тривалість збереження рівноваги. Збереження стійкої пози більш ніж 15 с без тремору оцінюється як норма; невеликий тремор повік і пальців при утриманні пози за 15 с — задовільно; якщо поза утримується менш ніж 15 с — незадовільно.